# Guanosina
Guanosina é um nucleosídeo que compreende uma guanina ligada a um anel de ribose (ribofuranose) via uma β-N9-ligação glicosídica.
A guanosina pode ser fosforilada para uma GMP (guanosina monofosfato), cGMP (guanosina monofosfato cíclico), GDP (guanosina difosfato) e GTP (guanosina trifosfato).
Quando uma guanina é ligada a um anel de desoxirribose, o resultado é conhecido como uma desoxiguanosina.